# Тітіріджі блідий
Тітірі́джі блідий (Hemitriccus griseipectus) — вид горобцеподібних птахів родини тиранових (Tyrannidae). Мешкає в Південній Америці.

## Опис
Довжина птаха становить 11 см, вага 8-10 г. Верхня частина тіла світло-оливкова, нижня частина тіла попелясто-біла. Райдужки бліді.

## Підвиди
Виділяють два підвиди:
- H. g. griseipectus (Snethlage, E, 1907) — від південного сходу Перу (Куско, північ Пуно) до північної Болівії (Ла-Пас, Санта-Крус, Бені) і центру бразильської Амазонії (від центрального Амазонасу на схід до річки Токантінс);
- H. g. naumburgae (Zimmer, JT, 1945) — північно-східна Бразилія (від Ріу-Гранді-ду-Норті до Алагоасу).

## Поширення і екологія
Бліді тітіріджі живуть в амазонській сельві та бразильському атлантичному лісі. Зустрічаються на висоті до 900 м над рівнем моря.